# Burg Altenhinzenhausen
Die abgegangene Burg Altenhinzenhausen befand sich nahe der niederbayerischen Stadt Riedenburg im Landkreis Kelheim. Die Niederungsburg wird in der Flur „Sinzenhauserin“ südlich der Landkreisstraße KEH 1 etwa 1100 m westlich von dem Weiler Grub und 1700 m südöstlich von Thann verortet. Die Reste der Anlage werden als „mittelalterlicher Burgstall ‚Altenhinzenhausen‘“ unter der Aktennummer D-2-7035-0023 als Bodendenkmal im Bayernatlas aufgeführt.

## Beschreibung
Zwischen zwei Grabhügeln vorgeschichtlicher Zeitstellung finden sich im dichten Unterholz rudimentäre Reste einer schmalen, doppelstufigen Terrassierung und eine talseitige Stützmauer kann noch anhand von linear angeordneten, unbehauenen Einzelblöcken nachgewiesen werden. Wenige Meter östlich davon und hangabwärts findet man eine rundliche, relativ flache Grube von ca. 5 m Durchmesser, vielleicht eine aufgegebene Materialgrube, eventuell auch ein verstürzter Erdkeller. Der dicht bewachsene Hangfuß wird heute durch einen neu angelegten Feldweg mit einem Graben begrenzt.
Die Lokalisierung der Burganlage an dieser Stelle wird allerdings in Zweifel gezogen, da Äußerungen von 1840 davon sprechen, dass „das Stammhaus der Edeln von Hinzenhausen im Gemeindewalde des Marktes Riedenburg (lag), an dessen Anfange der große Weidenplatz mit Spuren von Burgruinen noch die Hinzenhäuserin heißt.“ Damit läge der Burgplatz nahe dem Weißgerberholz etwa 460 m nordöstlich des im Bayernatlas angegebenen Ortes. Aufgrund von Airborne Laser Scanning wurden hier die Fundamentreste einer wandstarken Turmburg mit einer ungefähren Kantenlänge von 11 m, ein stark verebneter, vermutlich hochmittelalterlicher Wall zur Umleitung und Eindämmung des Hangwassers, Reste von Umlaufgräben, eventuell sogar gedoppelt, und Reste von Mauerzügen gefunden.
An dem Burgplatz vorbei verläuft eine nach Westen abschüssige Talsenke, in der einst eine Altstraße von Riedenburg nach Thann und von dort weiter nach Pondorf und Altmannstein verlief.

## Geschichte
Am 29. Februar 1296 wird erstmals ein „Hildebrand Hinzenhauser“ urkundlich in einer Urkunde des Katharinenspitals Regensburg erwähnt. Die Hinzenhauser werden als Ministeriale der Babonen angesehen. „Hinezzhausen“ bedeutet „Behausung eines Hinz“ und Hinz ist wieder die Kurzform von Heinrich, ein Name, der zur Zeit der Salierkaiser sehr beliebt war. Da dieser Vorname bei den Hinzenhausern nicht vorkommt, muss er aus früherer Zeit stammen und deshalb wird die Errichtung des Sitzes Hinzenhausen auf das 11. Jahrhundert datiert. Die Dynastie der Hinzenhauser selbst ist zwischen 1296 und 1556 nachweisbar. 1556 verkauft „Margaretha, des Wolfgang Seßtallers zu Tachenstein selig hinterlassene Wittwe, eine geborene von Hintzenhausen, ihre eigene Hofmark und Hofraidt, genannt 'alten Hinzenhausen' ... an den Bürgermeister, Rath und die Gemeinde zu Riedenburg“. Diese Margaretha ist offensichtlich die letzte des Geschlechts der Hinzenhauser. Eine Zeitlang war die Hofmark dann im Besitz der Flitzinger zu Zolling auf Hinzenhausen und in der ersten Hälfte des 16. Jahrhunderts finden wir als Hofmarkherren die von Muggenthal, die ab 1557 auch das Schloss Neuenhinzenhausen besaßen. Der Sitz Altenhinzenhausen ist vermutlich in der ersten Hälfte des 16. Jahrhunderts zu Gunsten des neuen Schlosses aufgegeben worden.
Allerdings wird als früherer Vertreter der Fitzinger ein Hainrich Flitzinger zu Hinzhausen bereits für das Jahr 1456 in Hinzenhausen erwähnt; das legt die Vermutung nahe, dass hier vermutlich zwei Adelssitze bestanden. In der Tat konnte mittels Airborne Laser Scanning etwa 200 m westlich der Niederungsburg in der Waldflur „Sinzenhauserin“ der Stumpf eines weiteren, nahezu quadratischen Turms von ca. 6,5 m Kantenlänge und vergleichsweise geringeren Wandstärken lokalisiert werden.